# Мариново (Брестская область)
Мариново (бел. Марыно́ва) — деревня в Ляховичском районе Брестской области Беларуси. В составе Ольховского сельсовета.

## География
Расстояние до Ляхович 19 км, до Бреста — 182 км. Ближайшие населённые пункты в 1 км Завинье, в 2 км Волька, в 3 км Беньковцы, Малое Городище, Стрельцы.
Через деревню проходит автомобильная дорога Р-43.

## История
С 1908 года в Островской волости Новогрудского уезда Минской губернии Российской империи.

## Население
- 1908 год — 140 жителей, 16 дворов (деревня Маринин)[2]
- 2009 год — 7 жителей (перепись населения)[2]
- 2019 год — 4 жителя (перепись населения)

## Улицы
- Брестская

## Достопримечательность
- Аллея памяти сожжённых деревень в годы Великой Отечественной войны (2023).
- Памятник сожжённым деревням (2025)[3]. На месте, где состоялся первый бой на территории Ляховичского района в годы Великой Отечественной войны, 25 июня 1941 года оккупанты сожгли деревню.